# اما آتا ایدو
اما آتا ایدو (انگلیسی: Ama Ata Aidoo; ۲۳ مارس ۱۹۴۲ – ۳۱ مهٔ ۲۰۲۳) شاعر، رمان‌نویس، نمایشنامه‌نویس، و سیاستمدار اهل غنا بود. او از سال ۱۹۸۲ تا ۱۹۸۳ وزیر آموزش غنا بود. اولین نمایشنامه او، معمای یک روح، در سال ۱۹۶۵ منتشر شد و آیدو را به اولین زن نمایشنامه‌نویس آفریقایی تبدیل کرد. او در سال ۱۹۹۲ با رمان تغییرات برنده جایزه نویسندگان مشترک المنافع شد. در سال ۲۰۰۰، او بنیاد مباسم را در آکرا برای ترویج و حمایت از آثار زنان نویسنده آفریقایی تأسیس کرد.